# منتخب سويسرا لهوكي الحقل للسيدات
منتخب سويسرا لهوكي الحقل للسيدات هو ممثل سويسرا الرسمي في المنافسات الدولية في هوكي الحقل للسيدات
.